# Litla Trettøyna
Litla Trettøyna est une île norvégienne du comté de Hordaland appartenant administrativement à Kjerrgarden.

## Description
Rocheuse et désertique, elle s'étend sur environ 177 m de longueur pour une largeur approximative de 71 m.  